# Saison 1 de Rock Academy
Chronologie
Saison 2
Cet article présente les épisodes de la première saison de la série télévisée américaine Rock Academy diffusée du 12 mars 2016 au 18 juin 2016 sur Nickelodeon.
En France, la première saison est diffusée du 21 novembre 2016 au 6 décembre 2016 sur Nickelodeon Teen.

## Distribution

### Acteurs principaux
- Breanna Yde (VF : Béatrice Wegnez) : Tomika
- Jade Pettyjohn (VF : Sophie Frison) : Summer
- Ricardo Hurtado (VF : Valéry Bendilali) : Freddy
- Lance Lim (VF : Esteban Oertli) : Zack
- Aidan Miner (VF : Thibaut Delmotte) : Laurence
- Tony Cavalero : Dewey Finn
- Jama Williamson : la directrice Mullins

### Acteurs récurrents
- Ivan Mallon : Clark

## Épisodes

### Épisode 1:Rassemblez-vous
- États-Unis : 12 mars 2016 sur Nickelodeon
- France : 21 novembre 2016 sur Nickelodeon Teen / 13 décembre 2018 sur Gulli

- États-Unis : 2,38 millions de téléspectateurs[1] (première diffusion)

- Jama Williamson : Principal Mullins
- Vernee Watson

### Épisode 2:On n’a pas toujours ce qu’on veut
- États-Unis : 19 mars 2016 sur Nickelodeon
- France : 22 novembre 2016 sur Nickelodeon Teen

- États-Unis : 1,68 million de téléspectateurs[2] (première diffusion)

- Pete Wentz

### Épisode 3:Souriez, vous êtes filmés
- États-Unis : 26 mars 2016 sur Nickelodeon
- France : 24 novembre 2016 sur Nickelodeon Teen

- États-Unis : 1,63 million de téléspectateurs[3] (première diffusion)

- Jama Williamson

### Épisode 4:Notre histoire
- États-Unis : 2 avril 2016 sur Nickelodeon
- France : 23 novembre 2016 sur Nickelodeon Teen

- États-Unis : 1,42 million de téléspectateurs[4] (première diffusion)

- Jama Williamson

### Épisode 5:Ça ne passera pas
- États-Unis : 9 avril 2016 sur Nickelodeon
- France : 25 novembre 2016 sur Nickelodeon Teen

- États-Unis : 1,47 million de téléspectateurs[5] (première diffusion)

- Jama Williamson
- James Kyson
- Matt Champagne

### Épisode 6:Un groupe sans nom
- États-Unis : 16 avril 2016 sur Nickelodeon
- France : 28 novembre 2016 sur Nickelodeon Teen

- États-Unis : 1,42 million de téléspectateurs[6] (première diffusion)

- Kira Kosarin
- Tom Wilson
- Ashlyn Faith Williams

### Épisode 7:On peut tous devenir une star
- États-Unis : 23 avril 2016 sur Nickelodeon
- France : 30 novembre 2016 sur Nickelodeon Teen

- États-Unis : 1,25 million de téléspectateurs[7] (première diffusion)

- Jama Williamson
- Iqbal Theba

### Épisode 8:Partir ou rester, telle est la question
- États-Unis : 30 avril 2016 sur Nickelodeon
- France : 29 novembre 2016 sur Nickelodeon Teen

- États-Unis : 1,41 million de téléspectateurs[8] (première diffusion)

- Kendall Schmidt
- Sam Horrigan

### Épisode 9:À court d’argent
- États-Unis : 7 mai 2016 sur Nickelodeon
- France : 2 décembre 2016 sur Nickelodeon Teen

- États-Unis : 1,11 million de téléspectateurs[9] (première diffusion)

- Jama Williamson
- Shaun Brown

### Épisode 10:Mission : infiltration
- États-Unis : 4 juin 2016 sur Nickelodeon
- France : 1er décembre 2016 sur Nickelodeon Teen

- États-Unis : 1,40 million de téléspectateurs[10] (première diffusion)

- Lucas Adams

### Épisode 11:Un groupe de trop
- États-Unis : 11 juin 2016 sur Nickelodeon
- France : 5 décembre 2016 sur Nickelodeon Teen

- États-Unis : 1,29 million de téléspectateurs[11] (première diffusion)

- Jama Williamson
- Haley Powell
- Shanti Lowry
- Aaron Hendry

### Épisode 12:Presque champions
- États-Unis : 18 juin 2016 sur Nickelodeon
- France : 6 décembre 2016 sur Nickelodeon Teen

- États-Unis : 1,39 million de téléspectateurs[12] (première diffusion)

- Jama Williamson
- Kendall Schmidt
- Sam Horrigan

Invité spécial : Pete Wentz